# إحسان روزبهاني
إحسان روزبهاني (بالفارسية: احسان روزبهانی) هو ملاكم إيراني ولد في يوم 23 يونيو 1988 في مدينة طهران عاصمة إيران، أبز إنجازاته هو تحقيقه الميدالية البرونزية في دورة دورة الألعاب الآسيوية 2014 في إنشيون بوزن ال81 كغم.

## روابط خارجية
- إحسان روزبهاني على موقع أوليمبيديا (الإنجليزية)